# Oráculo do Oleiro
Oráculo do Oleiro é um texto profético egípcio helenístico, escrito originalmente em egípcio demótico no século III a.C.. No entanto, há apenas cinco cópias restantes do manuscrito grego do documento em papiro (partes de dois manuscritos foram reescritos, provavelmente no século II a.C. após a rebelião fracassada de Harsiesis em 132-130 a.C.) datado do século II ou III d.C. durante o domínio romano do Egito. Um oleiro é o profeta e protagonista da história, uma alusão a Quenúbis, o "Senhor da roda de oleiro" que moldou o mundo na mitologia egípcia.
O texto foi composto como propaganda anti-ptolemaica: o oleiro diz ao rei Amenófis, que escreve tudo e revela a todos os homens o futuro caos e destruição que seguirá o governo injusto e estrangeiro dos "portadores de cinturão" (gregos) que adoram Tifão/Seti, cuja cidade (Alexandria) ficará deserta quando se matarem nos tempos difíceis. Hefesto/Ptah retornará a Mênfis junto com o Bom Daemon/Shai (o deus padroeiro de Alexandria) que abandonará a cidade dos portadores de cinturão.
A história é comparável em estilo, tom e assunto aos textos proféticos do Império Médio do Egito, como a Profecia de Neferti.